# Baranówka (województwo warmińsko-mazurskie)
Baranówka – osada w Polsce położona w województwie warmińsko-mazurskim, w powiecie braniewskim, w gminie Frombork. W pobliżu znajdują się pozostałości staropruskiej osady zwanej Pogańskimi Szańcami.
W latach 1975–1998 miejscowość administracyjnie należała do województwa elbląskiego. Osada znajduje się w historycznym regionie Warmia.
Inne miejscowości o nazwie Baranówka: Baranówka